# 小野寺正
小野寺 正（おのでら ただし、1948年（昭和23年）2月3日 - ）は、日本の実業家。KDDI代表取締役社長、同社代表取締役会長、電気通信事業者協会会長、映像情報メディア学会会長、大和証券グループ本社取締役、京セラ取締役を歴任した。

## 人物
宮城県仙台市角五郎の宮城県庁職員の家に生まれる。東北大学教育学部附属幼稚園、東北大学教育学部附属小学校、東北大学教育学部附属中学校、宮城県仙台第二高等学校を経て、東北大学工学部電気工学科卒業（音響学城戸健一に師事）。
高校の理系クラスの同級生に中鉢良治（のちにソニー社長）がいた。高校卒業後は、東北大学工学部に進学し、東北大学電気通信研究所の城戸健一に師事。卒業研究ではスピーカーの振動研究を行った。また、課外活動では、放送研究部に所属し、清野智（のちにJR東日本社長）と知り合った。
旧第二電電時代は、出身地を地盤とする東北セルラー電話の代表権のある会長も歴任した。

## 略歴
- 1970年 - 東北大学工学部電気工学科卒業
- 1970年 - 日本電信電話公社 （現NTT）入社
- 1984年 - 同社 マイクロ無線部調査役
- 1985年 - 第二電電企画株式会社 入社
- 1986年 - 第二電電株式会社に社名変更
- 1989年6月 - 同社 取締役[7]
- 1995年6月 - 同社 常務取締役[7]
- 1997年6月 - 同社 代表取締役副社長[7]
- 1998年 - 同社 技師長兼移動体通信本部長
- 2000年 - 株式会社ディーディーアイ（現 KDDI株式会社）代表取締役副社長
- 2001年6月 - 同社 代表取締役社長[7]
- 2005年6月 - 同社 代表取締役社長兼会長[7]
- 2009年4月 - 社団法人電気通信事業者協会会長[8]
- 2010年12月1日 - 同社 代表取締役会長[9]
- 2012年 - 一般社団法人映像情報メディア学会会長[10]
- 2013年6月 - 京セラ株式会社取締役
- 2014年6月 - 株式会社大和証券グループ本社取締役[7]
- 2015年7月 - 取締役会長[7]
- 2017年 - 東北大学電気系同窓会会長[11]
- 2018年 - 相談役[7]
- 2021年4月 - KDDI株式会社の相談役(非常勤)を退任[12]

## 映画製作
- 2013年 - 「風立ちぬ」、「かぐや姫の物語」